# 宮城県道40号利府松山線
宮城県道40号利府松山線（みやぎけんどう40ごう りふまつやません）は宮城県宮城郡利府町から大崎市に至る県道（主要地方道）である。

## 概要
利府町春日（宮城県道8号仙台松島線交点）から大郷町主要部を縦貫して大崎市松山下伊場野の志田橋（宮城県道32号古川松山線交点）を結ぶ主要地方道。2001年（平成13年）の国体開催を機に一部道路が改良された。

### 路線データ
- 起点：宮城郡利府町春日
- 終点：大崎市松山下伊場野
- 実延長：24,370.1 m[1]

## 歴史
- 1982年（昭和57年）4月1日 - 県道大郷利府線、大和松島線の一部、粕川幡谷線の一部、大和松山線の一部及び小牛田松島線の一部が、「利府松山線」として建設省（現・国土交通省）から初めて主要地方道の指定を受ける。[2]
- 1983年（昭和58年）1月11日 - 宮城県が主要地方道58号として「利府松山線」を路線認定[3]。同時に一般県道88号大和松山線[注釈 1]、211号大郷利府線、223号粕川幡谷線[注釈 2]を路線廃止[4]。
- 1993年（平成5年）
  - 5月11日 - 建設省から、県道利府松山線が利府松山線として主要地方道に指定される[5]。
  - 10月19日 - 県道番号が決定[6]され、従前の主要地方道58号から、県道40号に変更される。（12月1日より施行）
- 2016年（平成28年）3月12日 - 終点から接続する県道32号「志田橋」の架け替えに伴い、終点付近の付け替えが行われる。[7][8]

## 路線状況

### 重複区間
- 宮城県道241号竹谷大和線 : 大郷町中村 - 大郷町粕川
- 宮城県道146号小牛田松島線 : 大郷町大松沢 - 大崎市松山下伊場野志田橋舟戸交差点
- 宮城県道152号涌谷三本木線 : 大崎市松山下伊場野 - 大崎市松山下伊場野志田橋舟戸交差点

## 地理

### 通過する自治体
- 宮城郡
  - 利府町
- 黒川郡
  - 大和町
  - 大郷町
- 大崎市

### 交差する道路
- 宮城県道8号仙台松島線（起点）
- 宮城県道9号大和松島線（黒川郡大郷町中村屋鋪）
- 宮城県道241号竹谷大和線（黒川郡大郷町粕川）
- 宮城県道16号石巻鹿島台色麻線（宮城県道146号小牛田松島線重複）（黒川郡大郷町大松沢）
- 宮城県道152号涌谷三本木線（大崎市松山下伊場野）
- 宮城県道32号古川松山線（宮城県道146号小牛田松島線重複）（終点）

### 沿線の施設など
- 惣の関ダム
- りふ斎苑
- 大郷町文化会館
- 道の駅おおさと（県道9号経由）

### 交通量[9]
- 大郷町東成田清水 - 7,465台
- 大郷町粕川日向 - 6,242台
- 大郷町大松沢字石打場 - 3,969台